# René Benko
Pour les articles homonymes, voir Benko.
 (juillet 2024).
La mise en forme du texte ne suit pas les recommandations de Wikipédia : il faut le « wikifier ».
Les points d'amélioration suivants sont les cas les plus fréquents. Le détail des points à revoir est peut-être précisé sur la page de discussion.
- Les titres sont pré-formatés par le logiciel. Ils ne sont ni en capitales, ni en gras.
- Le texte ne doit pas être écrit en capitales (les noms de famille non plus), ni en gras, ni en italique, ni en « petit »…
- Le gras n'est utilisé que pour surligner le titre de l'article dans l'introduction, une seule fois.
- L'italique est rarement utilisé : mots en langue étrangère, titres d'œuvres, noms de bateaux, etc.
- Les citations ne sont pas en italique mais en corps de texte normal. Elles sont entourées par des guillemets français : « et ».
- Les listes à puces sont à éviter, des paragraphes rédigés étant largement préférés. Les tableaux sont à réserver à la présentation de données structurées (résultats, etc.).
- Les appels de note de bas de page (petits chiffres en exposant, introduits par l'outil «  Source ») sont à placer entre la fin de phrase et le point final[comme ça].
- Les liens internes (vers d'autres articles de Wikipédia) sont à choisir avec parcimonie. Créez des liens vers des articles approfondissant le sujet. Les termes génériques sans rapport avec le sujet sont à éviter, ainsi que les répétitions de liens vers un même terme.
- Les liens externes sont à placer uniquement dans une section « Liens externes », à la fin de l'article. Ces liens sont à choisir avec parcimonie suivant les règles définies. Si un lien sert de source à l'article, son insertion dans le texte est à faire par les notes de bas de page.
- La présentation des références doit suivre les conventions bibliographiques. Il est recommandé d'utiliser les modèles {{Ouvrage}}, {{Chapitre}}, {{Article}}, {{Lien web}} et/ou {{Bibliographie}}. Le mode d'édition visuel peut mettre en forme automatiquement les références.
- Insérer une infobox (cadre d'informations à droite) n'est pas obligatoire pour parachever la mise en page.

Pour une aide détaillée, merci de consulter Aide:Wikification.
Si vous pensez que ces points ont été résolus, vous pouvez retirer ce bandeau et améliorer la mise en forme d'un autre article.
René Benko (né le 20 mai 1977) est un investisseur autrichien en faillite dans l'immobilier, les médias et la distribution, et était le fondateur de Signa Holding. L'entreprise était considérée comme le plus grand conglomérat immobilier privé d'Autriche,. Benko était considéré comme l'un des Autrichiens les plus riches,. De nombreuses controverses ont entouré la carrière professionnelle de Benko. En mars 2024, Benko a déclaré son insolvabilité personnelle.
Le procureur public du Liechtenstein a déclaré que des poursuites pénales ont été ouvertes contre Benko.
Il est arrêté par la police pour fraude le 23 janvier 2025.

## Biographie
Benko est né à Innsbruck, Tyrol, Autriche, fils d'un employé du gouvernement local et d'une institutrice de maternelle. À l'âge de 17 ans, il acquiert sa première expérience dans le secteur immobilier dans une entreprise de construction appartenant à une connaissance.
Benko vit principalement à Innsbruck, Tyrol. Il est marié pour la deuxième fois et a quatre enfants. En dehors de cela, on sait peu de choses sur la vie privée de Benko.
Une partie de ses actifs se trouve dans "Laura", la fondation privée de Benko. La fondation a été nommée d'après sa fille Laura. Benko possède un tableau de Picasso et le yacht "Roma" d'une valeur d'environ 40 millions d'euros.

## Réseau
Avant sa faillite, René Benko entretenait un vaste réseau de contacts dans la politique autrichienne. Alfred Gusenbauer, ancien chancelier SPÖ, a déclaré être ami avec Benko. Il était membre du conseil consultatif de Signa Holding. Susanne Riess-Hahn, ancienne vice-chancelière FPÖ, siégeait également au conseil consultatif de Signa Holding.

## Activités commerciales

### Fondation et premiers investissements

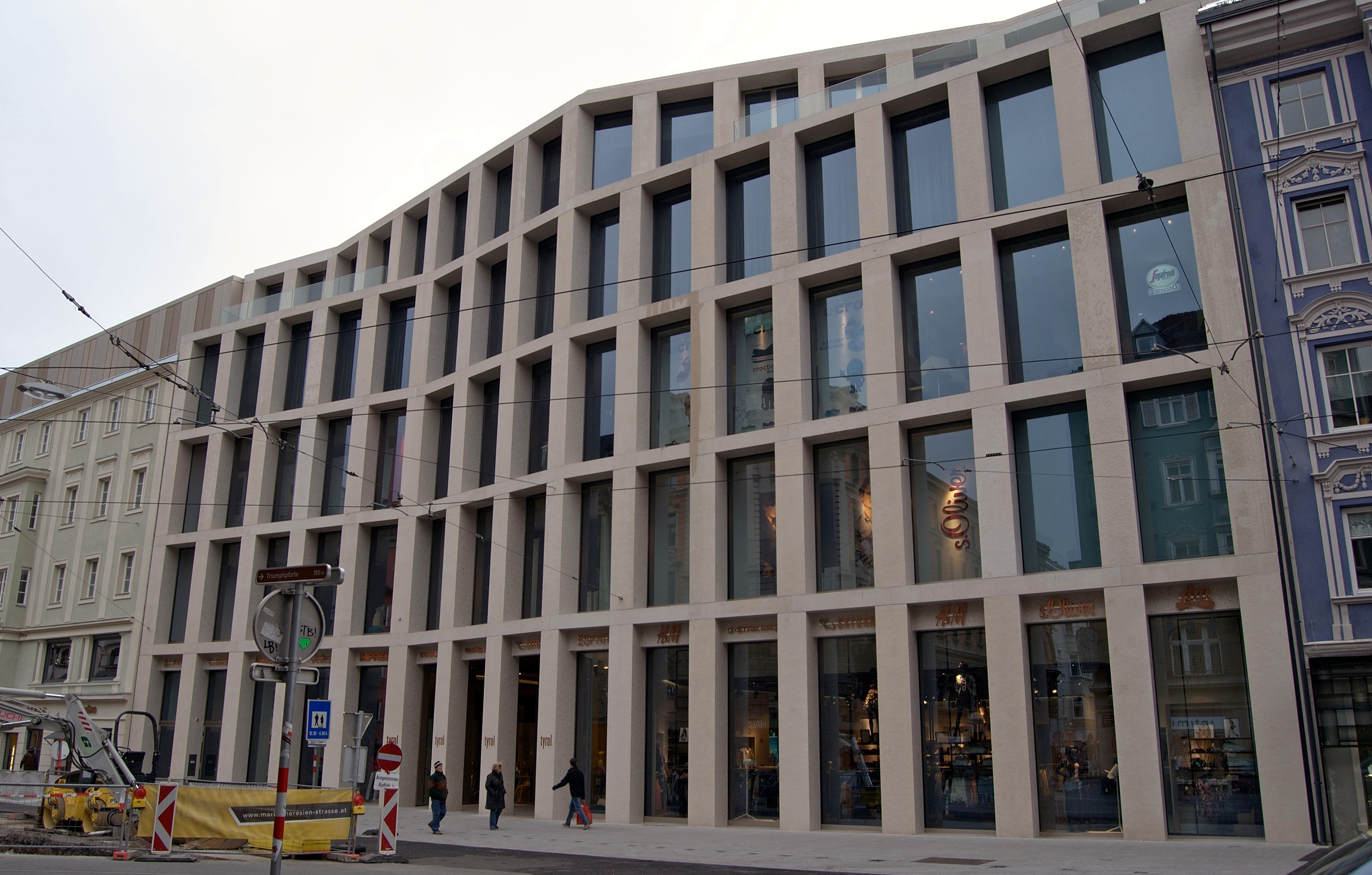
Grand magasin Kaufhaus Tyrol

Fin 1999, Benko fonde la société à deux personnes Immofina Holding, qui est rebaptisée Signa Holding en 2006.
Les premiers projets incluent l'aménagement de greniers en appartements de luxe et l'achat et la vente rentables de l'hôtel de santé Lanserhof à Lans. Après ces succès, l'entrepreneur viennois Karl Kovarik, qui a hérité de plusieurs stations-service, contribue au premier coup de pouce financier avec 25 millions d'euros.
Les étapes suivantes incluent l'achat de 16 propriétés du centre-ville du portefeuille de la banque BAWAG P.S.K. en 2007, ainsi que l'ouverture de centres médicaux à Vienne, et l'acquisition du Kaufhaus Tyrol, qui a été entièrement rénové entre 2007 et 2010. La planification de ce dernier a été réalisée par le célèbre architecte David Chipperfield. En 2008, l'ancien siège social de Länderbank et Bank Austria est devenu la propriété de Signa Holding et a été transformé en hôtel Park Hyatt Vienna. En 2011, l'entreprise a acheté le grand magasin Oberpollinger à Munich. De plus, un portefeuille d'immeubles comprenant des propriétés KaDeWe et Karstadt a été acquis en 2012. À la suite de ces investissements, Signa a racheté les activités commerciales de KaDeWe en 2013, et Karstadt en 2014.

### Expansion vers une holding
Le 18 juin 2013, Benko s'est retiré de la direction opérationnelle de Signa Holding et a pris la présidence du Conseil consultatif du Groupe Signa, peu avant que sa condamnation pour corruption ne soit confirmée par la cour d'appel pénale autrichienne. La condamnation, une peine de prison avec sursis de 12 mois, a été confirmée plus tard par la Cour suprême autrichienne.
En 2013, la nouvelle division de l'entreprise Signa Retail a été fondée. Avec l'acquisition de la chaîne de grands magasins Karstadt en 2014, ainsi que plusieurs détaillants en ligne et multicanaux, Signa Holding de Benko est devenue une entreprise importante dans le secteur de la distribution. Depuis 2014, plusieurs projets ont été réalisés en Autriche et dans d'autres pays européens. Une autre étape importante a été l'approbation du centre commercial WaltherPark à Bolzano en 2016 par un référendum, il y a également eu d'autres expansions dans le commerce électronique depuis 2017, comme l'acquisition de Probikeshop ou hood.de.
Après l'acquisition de la chaîne de meubles autrichienne Kika-Leiner avec environ 6500 employés en juin 2018, les négociations sur l'acquisition de la chaîne de grands magasins Kaufhof ont repris en juillet 2018 par Signa Holding sous la direction de René Benko. Le 11 septembre, la fusion de Karstadt et Kaufhof a été officiellement confirmée. Peu après cette fusion, le débat public autour de l'acquisition et des pratiques commerciales de Benko en général s'est intensifié.
En novembre 2018, le premier investissement dans le secteur des médias a été annoncé par l'acquisition de parts dans les quotidiens autrichiens Kronen Zeitung et Kurier par Signa Holding.

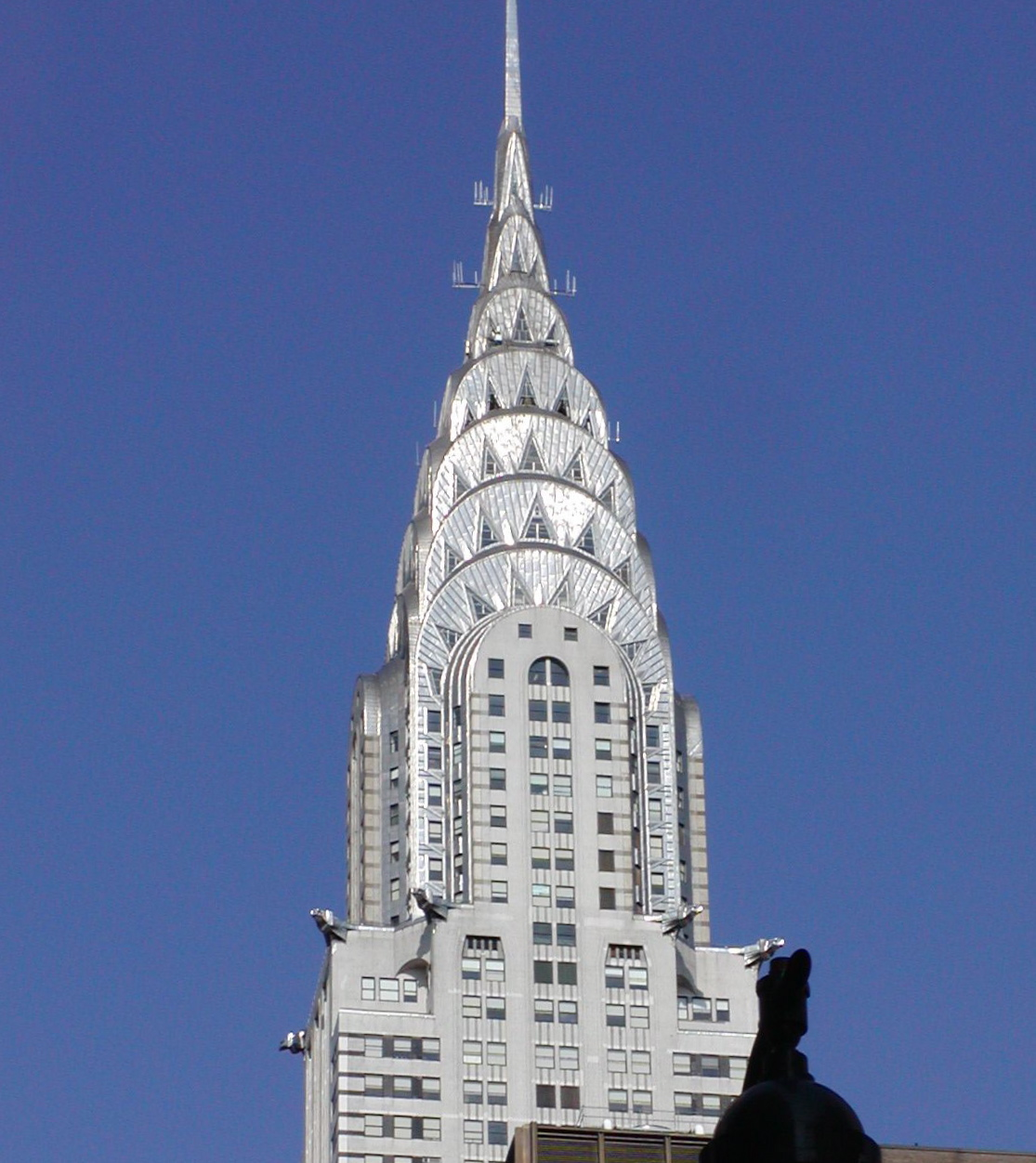
La couronne et la flèche Art Déco distinctives du Chrysler Building

 En mars 2019, Signa Holding de Benko, avec RFR Holding, a acquis le Chrysler Building à New York pour un montant estimé à 150 millions de dollars. Il s'agit du premier investissement majeur de René Benko aux États-Unis. Un mois plus tard, la Commission technique du gouvernement régional du Tyrol du Sud a approuvé la vente de l'aéroport de Bolzano à une société détenue par Benko, l'entrepreneur de Bolzano Josef Gostner et le fondateur de Strabag Hans Peter Haselsteiner.
Mi-2019, Signa Holding de Benko a acquis les parts restantes de Galeria Kaufhof. Celles-ci étaient détenues par le détaillant canadien Hudson's Bay Company, qui s'est ainsi retiré du marché européen. La société d'investissement française Société Foncière, Financière et de Participations, qui gère les participations de la famille Peugeot, a acquis une participation de 5% dans Signa Prime Selection pour 186 millions d'euros. L'Hôtel Bauer Palazzo sur le Grand Canal à Venise a été acquis en 2020 par le Groupe Signa de Benko, qui étend ainsi son portefeuille hôtelier,.
En 2021, Signa a acquis les grands magasins de luxe britanniques Selfridges dans une coentreprise avec Central Group. Cela étendra leur portefeuille partagé déjà existant de grands magasins de luxe à travers les pays européens. De plus, Signa Sports United a finalisé sa combinaison d'entreprises avec Yucaipa Acquisition Corporation et a commencé à être cotée à la Bourse de New York le 15 décembre 2021.
En 2023, Signa a vendu 49,9 % du KaDeWe au groupe Central.

## Administration des faillites de Signa
En novembre 2023, les actionnaires et les prêteurs de Signa Holding ont confirmé que René Benko doit maintenant se retirer. Signa Prime Selection GMBH est sous administration judiciaire à la suite d'une crise de liquidité insurmontable due à une charge de dette extraordinaire de 10,3 milliards d'euros et à l'impossibilité d'honorer les prêts et les dettes à partir de novembre 2023. La plupart des actifs appartenant à Signa ont par la suite été vendus ou sont entrés sous administration judiciaire, y compris Signa Sport United aux États-Unis ou Kaufhof en Allemagne / Autriche. Le projet phare Elbtower à Hambourg est mis aux enchères pour les banques prêteuses. René Benko fait maintenant l'objet d'une enquête en Autriche, en Allemagne et en Italie pour faillite frauduleuse et blanchiment d'argent.
En février 2024, le Wall Street Journal a déclaré que "Les évaluateurs ont estimé les propriétés de bureaux de l'entreprise à 41 fois les revenus qu'elles ont produits en 2021, selon les documents d'entreprise. Les portefeuilles immobiliers de sociétés de bureaux comparables cotées en bourse étaient évalués à environ 20 à 25 fois les revenus, selon Green Street, une société de conseil immobilier."
La construction a été interrompue sur l'Elbtower de 800 pieds de haut à Hambourg. La marque Signa apparaît toujours sur la clôture du site, bien qu'elle soit maintenant fortement décorée de graffiti.

## Activités en Suisse
René Benko a étendu ses activités en Suisse à partir de 2020, notamment avec le rachat des grands magasins Globus au groupe Migros pour environ 1 milliard de francs suisses. Cependant, sa présence en Suisse remonte à bien avant, avec l'ouverture d'une filiale helvétique et des liens avec des investisseurs suisses.

### Investisseurs suisses
Plusieurs personnalités et entreprises suisses ont investi dans Signa Holding :
Ernst Tanner, président de Lindt & Sprüngli, a acquis des actions de Signa Holding en 2013, détenant jusqu'à 10% en 2015, réduits à 3% fin 2023.
Arthur Eugster, entrepreneur thurgovien, détenait 11,5% de Signa Holding fin 2023.
Le groupe Victorinox a investi dans une filiale de Signa active dans le sport.

### Prêts bancaires
Plusieurs banques suisses ont accordé des prêts importants à Signa :
Julius Baer a une créance de plus de 600 millions de francs suisses.
Un emprunt syndiqué de 550 millions de francs suisses a été accordé à Globus en 2021, impliquant plusieurs banques cantonales.
La Banque Migros a prêté 97 millions de francs dans le cadre d'un crédit syndiqué.

## Faillite et controverses
En novembre 2023, Signa Holding a déclaré faillite, suivie par la faillite personnelle de René Benko en mars 2024. Les dettes du groupe sont estimées à environ 10 milliards d'euros.

### Procédures judiciaires
En juin 2024, l'émir d'Abu Dhabi, Mohammed ben Zayed al-Nahyane, a déposé des demandes d'arbitrage à Zurich et Berne pour récupérer au moins 1,5 milliard d'euros prêtés à une des sociétés de René Benko.

### Controverses
Une enquête du Tages-Anzeiger a révélé qu'Ernst Dieter Berninghaus, ancien haut cadre de Migros, aurait reçu plus de 5 millions d'euros entre 2013 et 2015 pour des activités de conseil auprès de Signa, alors qu'il était encore membre de la direction de Migros.

## Récompenses
•	2011 : Tyrolien de l'année par le gouverneur régional Günther Platter
	•	2012 et 2018 : Homme de l'année par le magazine d'affaires autrichien Trend
	•	2018 : Stratège de l'année par le magazine d'affaires allemand Handelsblatt ; Roland Berger a écrit la contribution.
	•	2018 : Homme de l'année par Across, un magazine d'affaires européen pour les industries du commerce de détail et de l'immobilier
	•	2019 : Pentola d'Oro International par Il Quotidiano Immobiliare, un journal professionnel de l'industrie